# Phania domingensis
Phania domingensis là một loài thực vật có hoa trong họ Cúc. Loài này được (Spreng.) Griseb. miêu tả khoa học đầu tiên năm 1866.